# Suncus fellowesgordoni
La musaraña pigmea de Sri Lanka (Suncus fellowesgordoni) es una especie de mamífero eulipotiflo de la familia Soricidae endémica de Sri Lanka.

## Estado de conservación y amenazas
- Se encuentra amenazado por la pérdida de hábitat.